# Archibald Warnock
| 4779 Whitley     | 6 dicembre 1978 |
| 10461 Dawilliams | 6 dicembre 1978 |
| 11261 Krisbecker | 6 dicembre 1978 |

Archibald Warnock (...) è un astronomo statunitense.

## Biografia
Si è laureato in matematica nel 1978 all'Università della Pennsylvania.
Il Minor Planet Center gli accredita la scoperta di sette asteroidi, effettuate tutte il 6 dicembre 1978 in collaborazione con Edward L. G. Bowell.